# شورك بايين (أرزوئية)
شورک بایین (بالفارسية: شورک پایین) هي قرية تقع في إيران في Arzuiyeh Rural District.